# György Varga
György Varga (* 19. srpna 1954 Budapešť, Maďarsko) je maďarský překladatel, spisovatel a bývaly velvyslanec v Praze.

## Životopis
Narodil se v Budapešti. Během studií oboru čeština-maďarština na filozofické fakultě na Univerzitě Loránda Eötvöse, strávil tři semestry na Karlově univerzitě a jeho diplomová práce se zabývala českým divadlem v letech 1945 až 1970.
Ve svých sedmadvaceti začal překládat Příliš hlučnou samotu od Bohumila Hrabala, která vyšla v exilovém nakladatelství Index v Kolíně nad Rýnem. Kromě Bohumila Hrabala také překládal Václava Havla, Ivana Klímu, Milana Kunderu, Petra Pitharta a Josefa Škvoreckého. V osmdesátých letech působil jako překladatel a tlumočník na volné noze a v roce 1988 také jako zpravodajec československé sekce Rádia Svobodná Evropa z Budapešti. Během těchto let, když létal do Československa, pašoval v plných taškách časopisy i knihy vycházející v západních státech v češtině jako například Listy od Jiřího Pelikána a Svědectví od Pavla Tigrida, které předával k další expedici spolehlivým adresátům v odbavovacích halách na letištích.
Od roku 1990 do konce 1995 zastával funkci velvyslance Maďarska v Praze. Od 1998 do 2000 byl ředitelem Středoevropského odboru ministerstva zahraničních věcí Maďarska a následně zakládal a vedl do roku 2004 Generální konzulát Maďarska v Košicích. Poté byl krátce analytikem ministerstva zahraničních věcí v Budapešti a v 2005 se vrátil do Prahy, kde řídil Maďarský institut až do roku 2010. Od roku 2010 do 2014 pracoval na Odboru kulturní a vědecké spolupráce na ministerstvu zahraničních věcí v Budapešti. Než odešel v roce 2018 do důchodu, byl v letech 2014 až 2017 zástupcem ředitele Mezinárodního visegradského fondu v Bratislavě.
V roce 1997 mu udělil český prezident Václav Havel státní vyznamenání, a to medaili Za zásluhy I. třídy. Je nositelem Rytířského kříže Řádu Maďarské republiky a v roce 2006 obdržel od časopisu Listy Cenu za zásluhy o politickou kulturu a občanský dialog.